# Филатов, Николай Михайлович
Никола́й Миха́йлович Фила́тов (27 сентября [9 октября] 1862, дер. Каменка, Калужская губерния — 24 февраля 1935, Москва) — российский и советский военачальник, специалист по стрелковому оружию, конструктор бронетехники. Герой Труда (1928).

## Биография
Образование получил в Нижегородской гр. Аракчеева военной гимназии.
В 1887 году окончил Михайловскую артиллерийскую академию. В 1887—1892 годы преподавал в Московском пехотном юнкерском училище. С 1892 года — учёный секретарь опытной комиссии Офицерской стрелковой школы. С 1896 в Артиллерийском комитете ГАУ. В 1900—1914 годы — редактор «Вестника Офицерской стрелковой школы».
В 1902 пожалован чином полковника.
С 1904 года — начальник Ружейного полигона офицерской стрелковой школы. Активно содействовал работам первых отечественных изобретателей и конструкторов автоматического оружия (В. Г. Фёдоров, Ф. В. Токарев, Я. У. Рощепей, В. А. Дегтярев, И. Н. Колесников и др.). В 1908 году руководил пулемётными сборами в ряде военных округов, инспектировал воинские части. В 1909 г. по инициативе Филатова были организованы пулемётные курсы при Офицерской стрелковой школе. В следующем году под его руководством разрабатывался курс стрельб для пулемётных команд.
Как признанный авторитет Филатов приглашался для консультаций в ряд зарубежных стран. Он побывал в Англии, Бельгии, Франции, Австро-Венгрии, Германии, посетил там оружейные заводы, войсковые учения, ознакомился с образцами оружия. По результатам поездок он сделал подробные доклады. В своих выводах он предложил обратить внимание на разработку и внедрение ручных пулемётов. В связи с этим при Офицерской стрелковой школе была организована пеше-пулемётная команда для испытания ручных пулемётов Мадсена и Гочкиса. Филатов понимал перспективность этого вида вооружения и, вопреки мнению Генерального штаба, настаивал на необходимости развития ручных пулемётов.
В 1909 пожалован чином генерал-майора.
С 1911 одновременно с руководством Оружейным полигоном и участием в работе Арткома ГАУ работал сотрудником редакции «Военной энциклопедии». В этом же году издана книга «Основные принципы использования пехоты», значительная часть которой написана Филатовым. В ней изложены первые рекомендации по использованию автоматического оружия.
В 1914 с началом Первой мировой войны были закрыты все высшие учебные заведения и Офицерские курсы в Ораниенбауме. Филатов был прикомандирован в ГАУ для особых поручений; организовал ремонт ручных пулемётов Мадсен в Туле, наладил восстановление и ремонт стрелкового оружия на Юго-Западном фронте.
С октября 1914 года возобновлена работа Офицерской стрелковой школы, и Филатов назначен её начальником, затем начальником Запасной пулемётной бригады.
Осенью 1914 году разработал проект пушечно-пулемётного бронеавтомобиля «Гарфорд-Путилов», в 1915 году — проект лёгкой трёхколёсной бронемашины, известной как «трёхколёска» или бронеавтомобиль Филатова. Впоследствии руководил работами по серийной постройке и тех, и других бронемашин.
Генерал-лейтенант (1917).
С 1918 года — в РККА. Начальник Высшей стрелковой школы командного состава РККА (1918−1922), начальник оружейно-патронного отдела ГАУ. С 01.11.1922 — председатель стрелкового комитета РККА, затем в инспекции пехоты.
Умер в Москве. Похоронен на Даниловском кладбище.

### Семья
Один из его сыновей, офицер, погиб в первых боях Добровольческой армии против большевиков под Таганрогом в начале 1918 года.
Сын Антонин (1902—1974) — советский хирург, трансфузиолог, академик АМН СССР (1966), дважды лауреат Государственной премии СССР (1952, 1975).

## Избранные труды
- Записки по теории стрельбы. — 2-е изд. — СПб., 1903.
- Стрельба станковых пулеметов. — М., 1925.
- Определение расстояний до целей в стрелковом бою. — 3-е изд. — М.; Л., 1930.
- Пулеметная стрельба поверх своих войск и в промежутках между ними. — М., 1931.
- Командирские пулеметные линейки. — М., 1937.
- Командирская стрелковая линейка для пули обр. 1908 г. — М., 1937.
- Краткие сведения об основаниях стрельбы из винтовок и пулеметов. — 8-е изд. — М., 1944.

## Адреса в Санкт-Петербурге — Петрограде
1901−1918 — Ораниенбаум, Александровская улица, 15.

## Награды

### Российская империя
- Орден Святого Станислава 3-й степени (1893)
- Орден Святой Анны 3-й степени (1895)
- Орден Святого Станислава 2-й степени (1903)
- Орден Святого Владимира 4-й степени (1906)
- Орден Святого Владимира 3-й степени (1912)

### СССР
- Герой Труда (1928)
- Орден Трудового Красного Знамени (28.02.1928)[2]